# Ciutat Nacional de la Història de la Immigració
La Ciutat Nacional de la Història de la Immigració és un museu de París sobre la immigració.

## Història
Crear un museu dedicat a la immigració a França era una idea que feia anys que es volia dur a terme, però no va ser fins a l'any 2007 que es va fer realitat. La Ciutat Nacional de la Història de la Immigració ocupà l'edifici del Palais de la Porte Dorée, on antigament hi havia hagut el Museu Nacional d'Art d'Àfrica i Oceania. La Ciutat Nacional de la Història de la Immigració disposa de 1.100 m2 i la seva exposició permanent explica al visitant la història i cultura de la immigració a França des del segle xix fins a l'actualitat, amb la qual cosa aquest lloc es converteix en un espai de memòria de les vides dels milers d'immigrants que han arribat a França durant aquests dos segles.

## Context
Al segle xix les revolucions polítiques i socials van fer que França rebés immigrants de tot Europa que hi anaven a treballar a la indústria del país gal. Al segle xx, amb les dues guerres mundials, molts dels ciutadans de les colònies franceses van desplaçar-se a la metròpoli per lluitar amb l'exèrcit francès. Un cop acabada la Segona Guerra Mundial, França va necessitar mà d'obra per reconstruir i tirar endavant el país, de manera que nombrosos obrers de la resta d'Europa, sobretot dels països del sud, van arribar al país. També va ser a meitats del segle passat quan arribaren a França molts habitants de les excolònies: Algèria, Senegal.... Al llarg del segle XX França ha estat país d'asil de moltes persones que fugien dels totalitarismes polítics i dels conflictes bèl·lics. Totes aquestes onades migratòries han creat la França intercultural de l'actualitat.